# Zapasy na Letnich Igrzyskach Olimpijskich 1928 – waga ciężka mężczyzn w stylu klasycznym
Rywalizacja w wadze powyżej 82,5 kg w zapasach w stylu klasycznym na Letnich Igrzyskach Olimpijskich 1928 została rozegrana w dniach 2 - 5 sierpnia.
W zawodach wzięło udział 15 zawodników.

## Format zawodów
Punktacja opierała się na zasadzie "złych punktów karnych". Zawodnik za wygranie walki przez położenie na łopatki przeciwnika otrzymywał 0 punktów a 1 punkt za zwycięstwo ogłoszone decyzją sędziów. Za przegraną zawodnik otrzymywał 3 punkty. Uzyskanie 5 lub więcej punktów skutkowało wyeliminowaniem zawodnika z zawodów.

## Wyniki

### Runda pierwsza
| Punkty karne | Zwycięzca        | Wynik                | Przegrany           | Punkty karne |
| ------------ | ---------------- | -------------------- | ------------------- | ------------ |
| 0            | Josef Urban      | położenie na łopatki | Georges Colpaert    | 3            |
| 0            | Aleardo Donati   | położenie na łopatki | Simon de Lanfranchi | 3            |
| 0            | Georg Gehring    | położenie na łopatki | Emil Larsen         | 3            |
| 1            | Mehmet Çoban     | decyzja sędziów      | Jorge Briola        | 3            |
| 1            | Eugen Wiesberger | decyzja sędziów      | Alberts Zvejnieks   | 3            |
| 0            | Rajmund Badó     | położenie na łopatki | Ibrahim Subh        | 3            |
| 1            | Rudolf Svensson  | decyzja sędziów      | Hjalmar Nyström     | 3            |
| 0            | Jacob Simonis    |                      | bye                 | bye          |

### Runda druga
| Punkty karne | Zwycięzca         | Wynik                | Przegrany           | Punkty karne |
| ------------ | ----------------- | -------------------- | ------------------- | ------------ |
| 0            | Josef Urban       | położenie na łopatki | Jacob Simonis       | 3            |
| 0            | Aleardo Donati    | położenie na łopatki | Georges Colpaert    | 6            |
| 0            | Georg Gehring     | położenie na łopatki | Simon de Lanfranchi |              |
| 1            | Mehmet Çoban      | położenie na łopatki | Emil Larsen         | 6            |
| 3            | Alberts Zvejnieks | położenie na łopatki | Jorge Briola        | 6            |
| 1            | Eugen Wiesberger  | położenie na łopatki | Ibrahim Subh        | 6            |
| 3            | Hjalmar Nyström   | położenie na łopatki | Rajmund Badó        | 3            |
| 1            | Rudolf Svensson   |                      | N/A                 | N/A          |

### Runda trzecia
| Punkty karne | Zwycięzca       | Wynik                | Przegrany         | Punkty karne |
| ------------ | --------------- | -------------------- | ----------------- | ------------ |
| 1            | Rudolf Svensson | położenie na łopatki | Jacob Simonis     | 6            |
| 0            | Josef Urban     | położenie na łopatki | Aleardo Donati    | 3            |
| 1            | Georg Gehring   | decyzja sędziów      | Mehmet Çoban      | 4            |
| 3            | Rajmund Badó    | położenie na łopatki | Alberts Zvejnieks | 6            |
| 4            | Hjalmar Nyström | decyzja sędziów      | Eugen Wiesberger  | 4            |

### Runda czwarta
| Punkty karne | Zwycięzca        | Wynik                | Przegrany      | Punkty karne |
| ------------ | ---------------- | -------------------- | -------------- | ------------ |
| 1            | Rudolf Svensson  | położenie na łopatki | Josef Urban    | 3            |
| 1            | Georg Gehring    | położenie na łopatki | Aleardo Donati | 6            |
| 4            | Hjalmar Nyström  | położenie na łopatki | Mehmet Çoban   | 7            |
| 4            | Eugen Wiesberger | położenie na łopatki | Rajmund Badó   | 6            |

### Runda piąta
| Punkty karne | Zwycięzca        | Wynik                | Przegrany     | Punkty karne |
| ------------ | ---------------- | -------------------- | ------------- | ------------ |
| 1            | Rudolf Svensson  | położenie na łopatki | Georg Gehring | 4            |
| 5            | Eugen Wiesberger | decyzja sędziów      | Josef Urban   | 6            |
| 4            | Hjalmar Nyström  |                      | N/A           | N/A          |

### Runda szósta
| Punkty karne | Zwycięzca       | Wynik           | Przegrany     | Punkty karne |
| ------------ | --------------- | --------------- | ------------- | ------------ |
| 5            | Hjalmar Nyström | decyzja sędziów | Georg Gehring | 7            |
| 1            | Rudolf Svensson |                 | N/A           | N/A          |

### Klasyfikacja końcowa
| Pozycja | Zawodnik            | Narodowość       |
| ------- | ------------------- | ---------------- |
| 1.      | Rudolf Svensson     | Szwecja          |
| 2.      | Hjalmar Nyström     | Finlandia        |
| 3.      | Georg Gehring       | Rzesza Niemiecka |
| 4.      | Eugen Wiesberger    | Austria          |
| 5.      | Josef Urban         | Czechosłowacja   |
| 6.      | Rajmund Badó        | Węgry            |
| 7.      | Mehmet Çoban        | Turcja           |
| 7.      | Aleardo Donati      | Włochy           |
| 9.      | Alberts Zvejnieks   | Łotwa            |
| 9.      | Jacob Simonis       | Holandia         |
| 11.     | Georges Colpaert    | Belgia           |
| 11.     | Simon de Lanfranchi | Francja          |
| 11.     | Emil Larsen         | Dania            |
| 11.     | Jorge Briola        | Argentyna        |
| 11.     | Ibrahim Subh        | Królestwo Egiptu |